# Francisco de Mendoza y Vargas
Francisco de Mendoza y Vargas "el Indio" (Socuéllamos, España entre 1523 y 1524 - Málaga, 1563) fue un noble y militar español y también caballero de la Orden de Santiago, comendador de Socuéllamos en dicha Orden, señor de Estremera, coadjutor del virreinato de Nueva España (México), y capitán general de las Galeras de España.

## Nacimiento y juventud
Don Francisco de Mendoza y Vargas fue el segundo hijo varón de don Antonio de Mendoza, primer virrey de Nueva España y segundo del Perú, y de su esposa Catalina de Vargas y Carvajal. Nacido alrededor de 1523-1524 en la Casa Encomienda que su padre tenía en Socuéllamos, éste no se lo llevó a América en 1535 debido a su corta edad, y pasó su infancia en La Mancha.
Pasó su juventud al cuidado de su tío Bernardino de Mendoza quien le enseñó el oficio de la marina, y hasta 1542 en que su padre lo reclamó para que fuera Visitador General del virreinato, fue Capitán de Galeras (Galera La Patrona) y Alcaide de las fortalezas de Bentomiz y Vélez Málaga, habiendo participado en las batallas navales de Arbolán y Argel (1540- 1541).

## En el virreinato de la Nueva España
Durante los diez años que permanece en los “reinos” de México y Perú se labra una carrera ascendente junto a su padre, preparando desde el mismo momento de su llegada la sucesión en el cargo y el virreinato perpetuo y hereditario, a semejanza de como antes habían hecho sus antepasados en el Reino de Granada y el resto de cargos que les habían sido entregados. 
El envite es tan serio que Francisco de Mendoza llega a gobernar “de facto” y en solitario en el palacio virreinal de la capital mexicana durante unos meses (1549-1550), mientras su padre convalece de su enfermedad en Oaxaca (Morelia). 
El nombramiento del hijo del virrey como coadjutor y sucesor de su padre fue aprobado de forma oficial por la Audiencia de México. Así lo reconoce el oidor Quesada quien dice al virrey sucesor Disculpa al Virrey Mendoza de que estando enfermo, tullido y fuera de la ciudad, dejase facultad a su hijo Dn. Francisco para firmar por él y despachar algunas cosas perentorias y de poca consecuencia, tocantes a gobernación, para lo cual lo pidió por parecer a la Audiencia. Por tanto, debería incluirse a Francisco de Mendoza entre el catálogo de gobernantes de México.
Es el momento en que está a punto de pasar a la historia de América y del mundo como el heredero de la dinastía de los Mendoza, aprovechando una laguna legal, la inexperiencia de los políticos españoles y apoyado por un movimiento “autonomista” de la colonia compuesto por múltiples religiosos – Fray Bartolomé de las Casas -, políticos – los oidores de la Audiencia -, encomenderos y el propio cabildo – Ayuntamiento – de la Ciudad de México.
La corona entiende el peligro real de este "movimiento autonomista de la Nueva España" y es el propio rey en comunicación a su Secretario Juan Vázquez de Molina de 26 de febrero de 1549 quien le dice Y porque se ha entendido que Don Antonio de Mendoza ha tenido fin a esto dejando lo de la Nueva España a Don Francisco, su hijo, lo cual en ninguna manera concederíamos por muchas causas y razones que hay.

## En la historia del azúcar, del jengibre y de la herbolaria azteca
Francisco de Mendoza ha pasado además a la historia de la medicina americana por haber sido el promotor del Códice de la Cruz-Badiano, primer libro sobre herbolaria azteca elaborado por Don Juan Badiano y don Martín de la Cruz, así como a la historia del azúcar por haber sido propietario del “ingenio” y mayor fábrica de la época (Orizaba). También se le tiene por el introductor del jengibre y otras especias asiáticas en México y América, ya que fue nombrado Factor real para este cometido.

## En el virreinato del Perú
La posterior y taxativa negativa del rey a las pretensiones de don Antonio de Mendoza (1550), nombrándole Virrey del Perú, un ascenso envenenado, supone el final de la carrera americana de don Francisco de Mendoza, su hijo, quien aún estará a punto de participar en una armada contra Gonzalo Pizarro (1547), y realizará una relación geográfica del Virreinato del Perú y Cerro del Potosí, hoy perdidas (1552) por la que debería haber pasado a la posteridad como geógrafo de las Indias.

## Encomendero de Pocona (Bolivia) y Administrador de las Minas
Durante su vuelta a España, don Francisco intentará rentabilizar los cuarenta años de servicio de su padre y los diez suyos, así como el aprendizaje de las diversas técnicas agrícolas y mineras, solicitando diversas mercedes al rey Felipe II en Flandes, que le fueron concedidas a partir del año 1554, en forma de un extraordinario y riquísimo repartimiento-encomienda en Perú (Pocona y otros pueblos) con un valor de 20.000 pesos anuales, que se completó a partir de 1556 con su nombramiento como Visitador primero y Administrador después de las Minas de los Reinos y de Guadalcanal (Sevilla), cargo que le reportaba 2.000 ducados anuales.

## Comendador de Socuéllamos (1557-1563) y Primer Señor de Estremera
Al año siguiente, la muerte de su tío Bernardino y su hermano don Íñigo en la batalla de San Quintín (1557), le reportó la obtención de la encomienda de Socuéllamos, dentro de la Orden de Santiago, cuyo valor en cada ejercicio superaba los 800.000 maravedíes. En ella se encargó de la construcción del Pósito o Alfolí de la Encomienda (1559), obra que aún sigue en pie como primordial atractivo turístico de Socuéllamos (Ciudad Real), y que coronó con su escudo de armas, único resto pétreo de su paso por España, ya que su tumba o lápida no se ha localizado.
Todo ello le llevó a plantearse llegar mucho más allá que cualquiera de sus parientes cercanos, construyendo su legado y mayorazgo en forma de compra de las villas de Estremera y Valdaracete (Madrid), anteriormente encomiendas de la Orden de Santiago, lo que le costó la enorme cifra de 160.000 ducados, con la no oculta intención de convertirse en el futuro Marqués de Estremera creando una nueva estirpe mendocina independiente de la de los condes de Tendilla y marqueses de Mondéjar (Guadalajara) de donde procedía, merced que el rey le negó.

## Capitán General de Galeras de España
En estos momentos, una nueva desgracia, como fue el desastre naval de La Herradura del año 1562, en que murió el capitán general de Galeras de España, su primo don Juan de Mendoza, hijo de su tío y padrino don Bernardino de Mendoza, le supuso por derecho de “sucesión” hacerse acreedor del cargo por delante de figuras de la época como Andrea Doria y como primera misión se le encargó el socorro del Peñón de Vélez de la Gomera, en poder de los españoles pero que estaba sitiado por los turcos. Cayó enfermo de malaria y murió en Málaga el 26 de julio de 1563, hecho que aprovecharon sus enemigos para desacreditarle y acabar con su legado.

## Mendoza en los cronistas y la literatura de la época: Héroe de Miguel de Cervantes
Tan sólo han quedado para la historia las múltiples referencias que tanto los cronistas de Indias como Garcilaso de la Vega “El Inca”, Diego Fernández “El Palentino”, Antonio de Herrera, Nicolás de Martínez Arzanz y Vela y otros hicieron a hechos tan notables como el solemne recibimiento que recibió don Francisco de Mendoza en la ciudad de Cuzco (Perú) y Potosí (Bolivia) como verdadero estadista, así como ensayistas y literatos que loaron repetidamente sus hazañas marineras, como Pedro de Salazar, Pedro Barrantes, Juan Vilches e incluso el propio Miguel de Cervantes que lo cita en una de sus obras de Argel, El gallardo español, como personaje con su propio diálogo.